# Thomas Kjeller Johansen
Thomas Kjeller Johansen (* 1965) ist ein dänisch-norwegischer Philosoph, Philosophiehistoriker und Hochschullehrer.

## Leben
Johansen studierte zunächst von 1984 bis 1986 Philosophie an der Universität Kopenhagen, um seine Studien am Trinity College, Cambridge fortzusetzen. Dort erwarb er 1989 den B.A. in Classics und Philosophie und wurde ebenda 1994 bei Myles Frederic Burnyeat mit einer Dissertation über The Material Basis of Perception in Aristotle zum Ph.D. promoviert. Im akademischen Jahr 1992/1993 wurde er dabei durch die Studienstiftung des deutschen Volkes gefördert.
Bereits von 1993 bis 1995 war Johansen Teaching Fellow in griechischer Philosophie und Sprache an der Universität Bristol. Nach einem Jahr als Lecturer in Philosophie an der Universität Aberdeen war er von 1996 bis 2002 Lecturer in Classics und antiker Philosophie an der Universität Bristol, dann von 2003 bis 2006 Lecturer und schließlich Reader in Philosophie an der Universität Edinburgh. Im Anschluss wechselte er an die Universität Oxford und das dortige Brasenose College, zunächst als University Lecturer, von 2008 an als Reader in antiker Philosophie und von 2014 an als Professor für Philosophie. Seit 2016 ist er Inhaber einer Professur für Philosophie an der Universität Oslo.
Johansen ist Mitglied der Norwegischen Akademie der Wissenschaften und Mitherausgeber der Zeitschrift Phronesis.
Johansen arbeitet vor allem zu Platon, besonders seiner Naturphilosophie, und zu Aristoteles, besonders dessen philosophischer Psychologie (Theory of Mind).

## Schriften (Auswahl)
Monographien
- The Powers of Aristotle’s Soul. Oxford University Press, Oxford 2012.
- Plato’s Natural Philosophy. A Study of the Timaeus-Critias. Cambridge University Press, Cambridge 2004.
- Aristotle on the Sense-Organs. Cambridge University Press, Cambridge 1997.

Herausgeberschaften
- mit David Bronstein und Michail Peramatzis (Hrsg.): Aristotelian Metaphysics. Essays in Honour of David Charles. Oxford University Press, Oxford 2024.
- (Hrsg.): Productive Knowledge in Ancient Philosophy: The Concept of Technê. Cambridge University Press, Cambridge 2021